# Brøndby Volleyball Klub 2016-2017
Questa voce raccoglie le informazioni riguardanti il Brøndby Volleyball Klub nelle competizioni ufficiali della stagione 2016-2017.

## Organigramma societario
Area direttiva
- Presidente: Steen Spangen

Area tecnica
- Allenatore: Jens Bang
- Allenatore in seconda: Martin Henningsen
- Assistente allenatore: Holger Schultz, Stenn Spangen

## Rosa
| N° | Nome                   | Ruolo | Data di nascita   | Nazionalità sportiva |
| -- | ---------------------- | ----- | ----------------- | -------------------- |
| 1  | Eva Bang               | P     | 20 dicembre 1990  | Danimarca            |
| 2  | Hanna Thomasson        | L     | 3 agosto 1988     | Svezia               |
| 3  | Miranda Bradshaw       | C     | 7 maggio 1990     | Stati Uniti          |
| 4  | Eline Bye              | L     | 25 novembre 1991  | Norvegia             |
| 5  | Trine Kjelstrup        | S/O   | 4 dicembre 1994   | Danimarca            |
| 6  | Viktória Kanyik        | C     | 30 marzo 1994     | Ungheria             |
| 7  | Maria Demencia Morales | S     | 21 dicembre 1992  | Stati Uniti          |
| 10 | Sigrid Christiansen    | P     | 17 settembre 1996 | Danimarca            |
| 11 | Tyler Richardson       | C     | 22 aprile 1993    | Stati Uniti          |
| 12 | Amber Bennett          | C     | 4 ottobre 1994    | Stati Uniti          |
| 13 | Alina Sode             | S     | 22 maggio 1995    | Danimarca            |
| 15 | Alissa Coulter         | S     | 27 ottobre 1993   | Canada               |
| 16 | Sarah Frederiksen      | S     | 2 maggio 1995     | Danimarca            |
| 18 | Mette Klitgaard        | C     | 25 maggio 1974    | Danimarca            |